# Theodor Wonja Michael

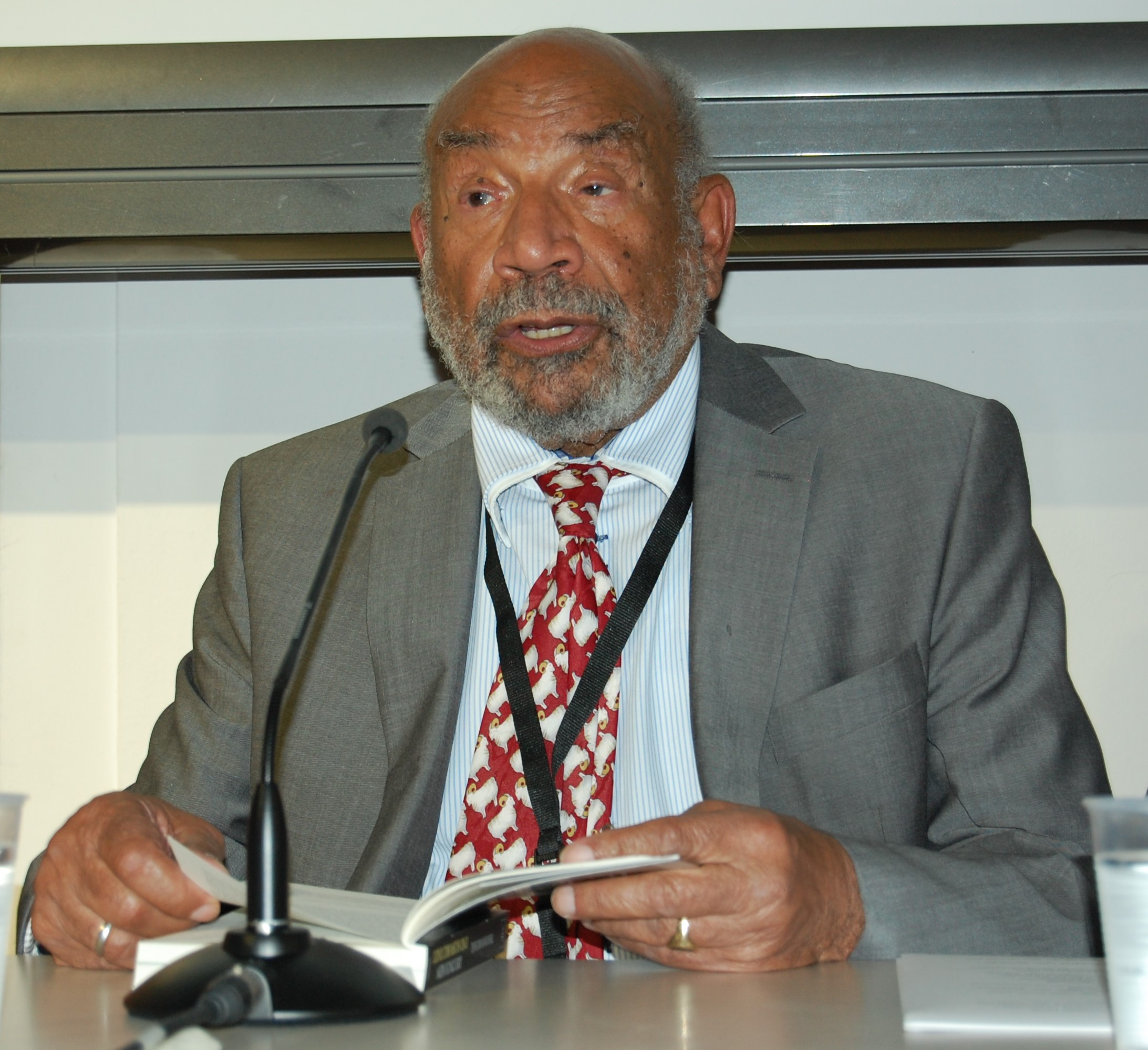
Theodor Wonja Michael, 26. Juni 2014

Theodor Wonja Michael (* 15. Januar 1925 in Berlin; † 19. Oktober 2019 in Köln) war ein deutscher Schauspieler, Journalist, Beamter des Bundesnachrichtendienstes und einer der wenigen afrodeutschen Zeitzeugen des Nationalsozialismus.

## Leben
Theodor Wonja Michael wurde 1925 in Berlin als jüngster Sohn des Kameruner Kolonialmigranten Theophilius Wonja Michael und dessen deutscher Ehefrau Martha (geb. Wegner) geboren. Er hatte drei Geschwister: James (1916–2007), Juliana (1921–2013) und Christiane. Der Vater Theophilius Wonja Michael wurde am 14. Oktober 1879 in Viktoria (heute Limbe, Kamerun) geboren. Er kam aus einer Baptisten-Familie und war der Sohn des Farmers James Michael und seiner Ehefrau Christine Wilson. Die Mutter kam aus einer Handwerker- und Kleinbauernfamilie aus Jersitz bei Posen. Sie hatten 1915 in Berlin geheiratet.
Als seine Mutter 1926 starb, wuchs er als Halbwaise bei Pflegeeltern auf, die Betreiber einer Völkerschau waren und ihn dort ab 1927, zweijährig, als Komparsen einsetzten. 1934 starb sein Vater und die Geschwister wurden getrennt. Obwohl er die Volksschule 1939 abschloss, konnte er aufgrund der Nürnberger Rassengesetze keine Ausbildung beginnen. Er arbeitete zunächst als Portier im Berliner Hotel Excelsior nahe dem Anhalter Bahnhof, wurde aber aufgrund einer Beschwerde eines Gastes über seine Hautfarbe entlassen. Seine deutsche Staatsbürgerschaft wurde ihm aberkannt und er wurde staatenlos. In die Wehrmacht wurde er aufgrund seiner Hautfarbe nicht eingezogen. Seinen Lebensunterhalt verdiente er sich als Zirkusdarsteller und als Komparse in Kolonialfilmen der UFA. Bis 1942 entstanden im Auftrag des Reichsministeriums für Volksaufklärung und Propaganda etwa 100 Kolonialfilme, die die deutsche Kolonialzeit glorifizierten. Die Filme wurden in Deutschland mit Schwarzen Darstellern gedreht und boten Schwarzen Deutschen und afrikanischen Migranten Beschäftigung und Schutz vor Verfolgung. Auch Kriegsgefangene wurden eingesetzt. Über die Intention der Filme war sich Theodor Wonja Michael im Klaren: „Wir waren die Mohren, die man da brauchte. Für uns war das eine Existenzfrage.“ Er spielte außerdem in dem Film Münchhausen (mit Hans Albers u. a.) eine Statistenrolle. 1943 wurde er zur Zwangsarbeit verpflichtet und bis zur Befreiung durch die Rote Armee im Mai 1945 in einem Arbeitslager in der Nähe von Berlin interniert.
Nach 1945 arbeitete er als Zivilangestellter bei den US-amerikanischen Besatzungstruppen und übernahm Rollen als Schauspieler. Er holte das Abitur mit dem Studium an der Akademie für Gemeinwirtschaft in Hamburg nach und studierte u. a. Politikwissenschaften in Hamburg und Paris mit Abschluss als Diplom-Volkswirt. Zu seinen akademischen Lehrern gehörte Ralf Dahrendorf. Danach arbeitete er als Journalist und wurde Chefredakteur der Zeitschrift Afrika-Bulletin. Auch war er u. a. Regierungsberater der SPD und als Lehrbeauftragter für die Deutsche Stiftung für Internationale Zusammenarbeit tätig.
Er begann 1971 eine Laufbahn im höheren Dienst beim Bundesnachrichtendienst (BND). Bei Eintritt in den Ruhestand im Jahr 1987 hatte er als Beamter das Amt eines Regierungsdirektors erreicht. Nach eigenen Angaben war er mit seiner Tätigkeit für den BND zugleich der erste Schwarze in einer Laufbahn des höheren Dienstes in Deutschland. Über seinen Aufgabenbereich beim BND wahrte er bis zuletzt Stillschweigen. Außerdem übernahm er immer wieder qualifizierte Schauspielrollen in Theater, Film, Fernsehen und Radio und beherrschte das Puppenspiel. Seine Geschwister Juliana und James fand er erst in den 1960er Jahren wieder. Später lebte er in Köln, gründete eine Familie und war ein aktives Mitglied der Initiative Schwarze Menschen in Deutschland (ISD).

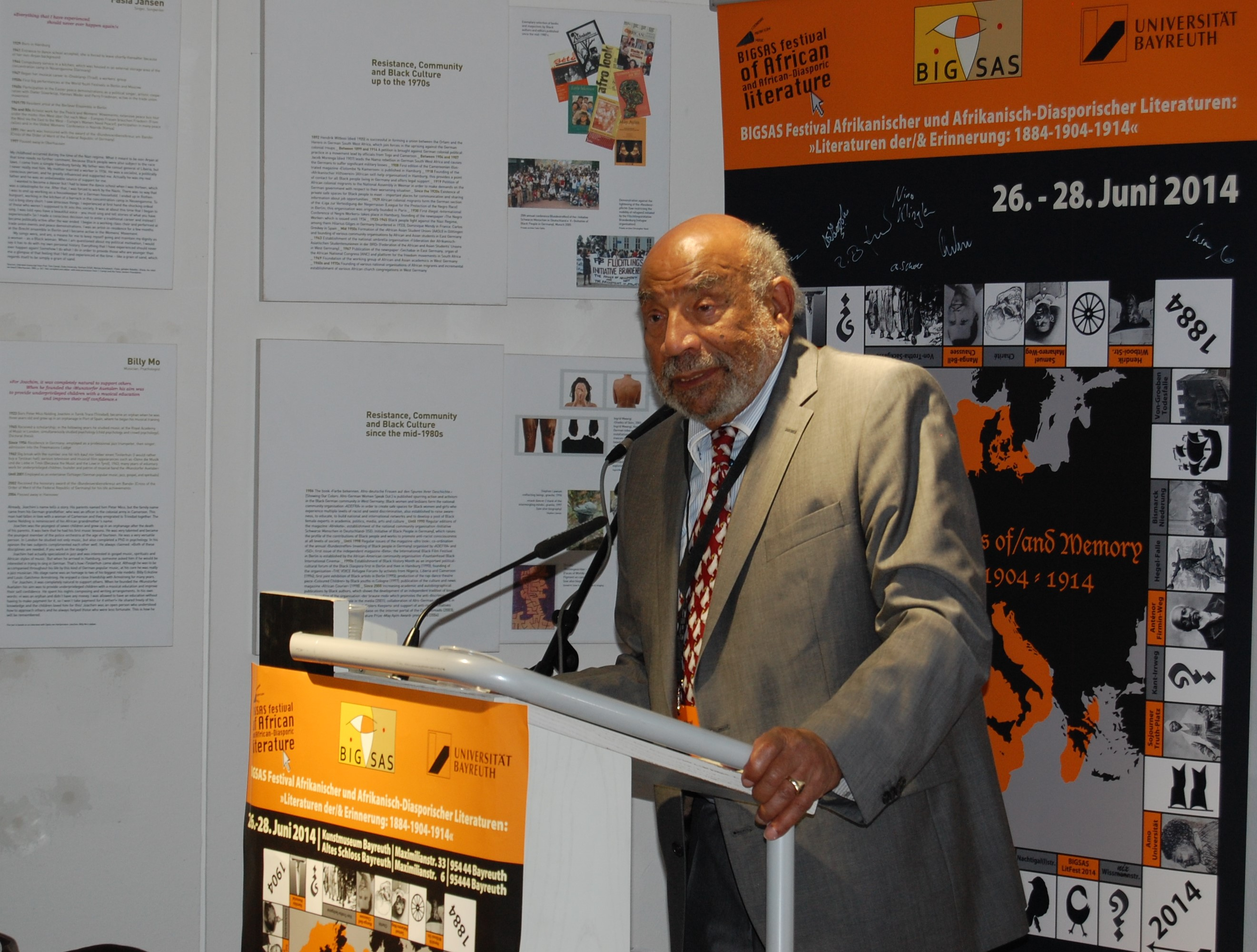
Theodor Wonja Michael als Ehrengast bei der Eröffnungsrede des BIGSAS Festival Afrikanischer und Afrikanisch-Diasporischer Literaturen im Alten Schloss Bayreuth, 26. Juni 2014

Anlässlich der Veröffentlichung seiner Autobiografie Deutsch sein und schwarz dazu: Erinnerungen eines Afro-Deutschen, in der er insbesondere seine Identität als Afrodeutscher behandelte, hatte er zahlreiche Lesungen, zum Beispiel 2014 an der Universität Bayreuth beim BIGSAS Festival Afrikanischer und Afrikanisch-Diasporischer Literaturen sowie Fernsehauftritte, u. a. in den Sendungen Das Blaue Sofa und Markus Lanz.
Theodor Wonja Michael starb 2019 im Alter von 94 Jahren. Er wurde in der Familiengrabstätte auf dem Friedhof in Volkhoven/Weiler beigesetzt.

## Ehrungen
2018 wurde er mit dem Bundesverdienstkreuz am Bande für sein Engagement als Zeitzeuge ausgezeichnet. Am 22. Oktober 2021 würdigte Google Theodor Wonja Michael mit einem eigenen Google Doodle.

## Theodor Wonja Michael Bibliothek
Im Februar 2022, während des Black History Month, eröffnete in Köln die nach ihm benannte Theodor Wonja Michael Bibliothek. Diese enthält als Grundstock Bücher aus seinem Nachlass, aus dem eine Sammlung von Dokumenten, Büchern, autobiographischen Aufzeichnungen und Fotografien sowie persönlichen Gegenständen im Dokumentationszentrum und Museum über die Migration in Deutschland verwaltet wird.

## Filmografie (Auswahl)
- 1943: Münchhausen
- 1957: Das heiße Herz (Fernsehfilm)
- 1961: Die kleinen Füchse (Fernsehfilm)
- 1968: Von Mäusen und Menschen (Fernsehfilm)
- 1999: Die Straßen von Berlin (Fernsehserie, Episode: Blutwurst und Weißwein)
- 2001: FinalCut.com (Fernsehfilm)

## Schriften
- Theodor Michael: Deutsch sein und schwarz dazu. Erinnerungen eines Afro-Deutschen. Deutscher Taschenbuch Verlag, München 2013, ISBN 978-3-423-26005-3.[22]

## Dokumentarfilme
- John A. Kantara: Blues in Schwarzweiß – vier schwarze deutsche Leben. (Dokumentarfilm, Deutschland, 1999)
- Annette von Wangenheim: Pagen in der Traumfabrik – Schwarze Komparsen im deutschen Spielfilm. (Dokumentarfilm, Deutschland, 2001)[23]
- Susanne Lenz-Gleißner, Jana Pareigis, Adama Ulrich: Afro.Deutschland (Dokumentarfilm, Deutschland, 2017)